# Prix Teixeira de Pascoaes
Le Prix Teixeira de Pascoaes créé par l'Associação Portuguesa de Escritores/Mairie de Amarante. en 1997, est attribué à une œuvre littéraire, écrite par un auteur portugais.
Ce prix célèbre le 120e anniversaire de la naissance de l'écrivain portugais Teixeira de Pascoaes, d'une périodicité biannuelle, il a une valeur pécuniaire de 12 500 euros.

## Lauréats
- 1997, Paulo José Miranda, " A Voz que nos Trai " ,
- 2000, Fernando Guimarães, " Limites para uma Árvore"[2],
- 2002, Fernando Echevarría, " Introdução à Poesia",
- 2004, Daniel Faria, " Poesia Reunida ",
- 2006, Eduarda Chiote, "O Meu Lugar à Mesa"
- 2008, João Rui de Sousa, " Quarteto para as próximas chuvas",
- 2010, Armando Da Silva Carvalho," Anthero Areia & Água",
- 2012, Manuel António Pina, "Como se desenha uma casa"[3],